# 林建山
林建山（1949年—2024年1月23日），生於台灣花蓮，管理學者，專長於公共政策、國際政治，為環球經濟社社長兼公共政策研究所所長。中國國民黨籍。
2014年被提名監察委員，在資格審查時，被認為其博士資格涉及造假，在一審時判罪名成立，但在二審判決時，判決確定犯使公務員登載不實罪，有期徒刑三個月。

## 生平
政治大學企管系學士，留學美國，取得馬里蘭大學公共政策學碩士。林建山自稱擁有美國拉撒勒大學博士學位，1992年以該校畢業證書至中國文化大學任教，曾任文化大學國際貿易學系主任，後任環球經濟社社長。這個博士資格在2014年被檢方認為涉及造假
2010年3月3日，林建山與南方朔、馬凱、洪奇昌共同召開記者會，四人自稱四野人，對馬英九總統提出萬言書。林建山批評馬英九以民粹治國，民間出現反對聲音，就無法堅持正確政策，使台灣陷入民粹政治。
2012年1月31日，台灣競爭力論壇召開記者會，建議馬英九總統修憲，將總統任期延長。林建山建議比照中華人民共和國，將總統任期延長為10年。
2014年9月10日，被馬英九提名為監察委員。9月11日，立法委員管碧玲質疑他的博士學位來源造假，認為負責審查資格的副總統吳敦義未盡責，提名草率。林建山在9月12日向媒體出示學歷證明後，晚間主動致電總統府辭去監委提名，創下最短命被提名人紀錄。

## 爭議事件

### 博士學歷造假案
林建山自稱為美國「拉撒勒大學經濟管理學博士」，管碧玲質疑，若此校為La Salle University，則該校商學院並無博士班，若為LaSalle University，則是被FBI強制關閉之販賣假學歷之假學校。林建山先向《蘋果日報》記者說他是紐澤西州拉撒勒大學（La Salle University），1991年畢業取得博士學位，惟隨後管碧玲指出，根據教育部網站資料，La Salle University僅出現於賓州及伊利諾州，林建山宣稱之紐澤西州並無該校資料。隨後林建山改口是賓州費城的拉撒勒大學（La Salle University），並出示學歷證明。
台北地檢署分案調查此事，認為林建山涉及造假學歷，2015年1月30日，依偽造文書罪，起訴林建山。檢方認為，林建山在1984年取得美國馬里蘭大學公共政策學碩士後，並無入出境紀錄可證明他在美國攻讀博士。在向美方函查後，美國回函，稱未授與林建山博士學位。美國拉撒勒大學（La Salle University）的主辦人Thomas Kirk曾因販賣假學歷案，於美國遭判刑5年入獄，該校已於1996年關閉。在起訴書中，認為林建山在1984年至1992年間，以不詳方式取得該校博士畢業學歷證書。自1992年即開始用該校博士學歷在文化大學任教，在填寫監委被提名人推薦書時，附上偽造學位、學分證書影本，觸犯偽造文書罪。
2015年12月2日，台北地院依偽造文書罪判林3月徒刑，可易科罰金9萬元。
林建山在二審時指出，他唸的拉撒勒大學是在路易斯安那州曼德維爾，全美共有八間同名大學。2016年4月7日，臺灣高等法院經過一年六個月的調查，法官認為，他就讀的大學是無教授師資的販賣文憑學校，所提出之博士學位證書蓋有路易斯安那州La Salle University英文校名字樣之章戳，而該校創設人Thomas Kirk確曾遭美國聯邦調查局破獲涉嫌以該校名義對外販賣文憑，其博士資格徒有其名，故使公務員登載不實罪成立，處有期徒刑三個月，得易科9萬元罰金，全案定讞，但無法證明林建山所提出的1985至1991年所修習的學分證明書、博士學位論文、博士學位等證書文件係屬偽造，因此「偽造文書」部分「不另為無罪之諭知」。。